# Fabiana Diniz
Fabiana Carvalho Carneiro Diniz, conhecida como Dara (Guaratinguetá, 13 de maio de 1981) é uma handebolista brasileira que atua com pivô.

## Trajetória esportiva
Começou praticando atletismo em sua cidade natal antes de se dedicar ao handebol, e logo ganhou destaque, transferindo-se para clubes de São José dos Campos, de Osasco e de Mauá.
Foi convocada para a seleção brasileira em 1999, e participou da conquista de três medalhas de ouro em Jogos Pan-Americanos: em Santo Domingo em 2003, no Rio de Janeiro em 2007, e em Guadalajara em  2011.
Representou o Brasil nos Jogos Olímpicos de 2004 em Atenas, Jogos Olímpicos de 2008 em Pequim,  (nono colocado), Jogos Olímpicos de 2012 em Londres (quinto colocado), e Jogos Olímpicos de 2016 no Rio de Janeiro.

### Clubes
Teve passagem por vários clubes no Brasil, como Guará, São José dos Campos, Osasco e Mauá Universo (São Gonçalo-RJ).
Na Europa teve passagem por Gil Eanes (Portugal) Cleba León, Elda, Mar Alicante, Club Balonmano Bera Bera (Espanha) e no Hypo Niederösterreich (Áustria).

### Principais conquistas
- Campeã mundial: Sérvia - 2013
- Tricampeã dos Jogos Pan-Americanos: Santo Domingo/2003, Rio de Janeiro/2007 e Guadalajara/2011
- Participação em cinco mundiais:

júnior - Hungria/2001
adulto - Croácia/2003, França/2007, China/2009 e Sérvia/2013
- Participação nas Olimpíadas de Atenas/2004, Pequim/2008 e Rio/2016
- Tetracampeã pan-americana de seleções
- Quinto lugar no Campeonato Mundial de São Paulo em 2011
- Sexto lugar nos Jogos Olímpicos de Londres/2012